# Neomyia coeruleifrons
Neomyia coeruleifrons är en tvåvingeart som först beskrevs av Macquart 1851.  Neomyia coeruleifrons ingår i släktet Neomyia och familjen husflugor. Inga underarter finns listade i Catalogue of Life.